# Gamme diatonique de Ptolémée

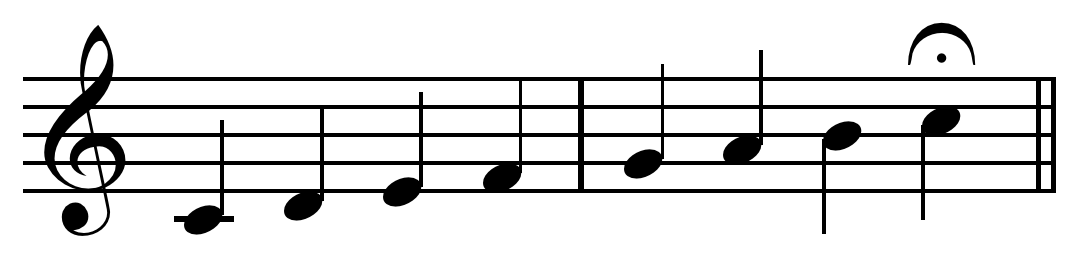
Gamme diatonique de do majeur, à tempérament égal et la version ptolémaïque, à « intonation juste ».

L'échelle diatonique de Ptolémée, également connue sous le nom de séquence ptolémaïque, échelle majeure à intonation juste,,, ou échelle diatonique syntonique, est un système d'accord de l'échelle diatonique proposé par Claude Ptolémée, cité par Zarlino comme étant la seule échelle pouvant être naturellement chantée, et correspondant à l'intonation juste moderne. Cette échelle est également reprise par Giuseppe Tartini.
C'est l'équivalent occidental de la gamme indienne svara gandharam, qui comporte exactement les mêmes intervalles.
Il est produit par un tétracorde composé d'un ton supérieur (9:8), d'un ton inférieur (10:9) et d'un demi-ton diatonique (16:15).
C'est ce qu'on appelle le tétracorde diatonique « intense » de Ptolémée, par opposition au tétracorde diatonique « doux » de Ptolémée, formé par des intervalles de 21:20, 10:9 et 8:7. La structure de l'échelle diatonique « intense » est illustrée dans les tableaux ci-dessous, où J signifie un ton plus grand, t est pour un ton réduit et s, pour un demi-ton :
| Note   | Nom                       | Do    | Do    | Ré    | Ré    | Mi    | Mi    | Fa    | Fa    | Sol   | Sol   | La    | La    | Si    | Si    | Do    |
| ------ | ------------------------- | ----- | ----- | ----- | ----- | ----- | ----- | ----- | ----- | ----- | ----- | ----- | ----- | ----- | ----- | ----- |
| Note   | Appellation anglo-saxonne | C     | C     | D     | D     | E     | E     | F     | F     | G     | G     | A     | A     | B     | B     | C     |
| Note   | Rapport à Do              | 1:1   | 1:1   | 9:8   | 9:8   | 5:4   | 5:4   | 4:3   | 4:3   | 3:2   | 3:2   | 5:3   | 5:3   | 15:8  | 15:8  | 2:1   |
| Note   | Harmonique                | 24 24 | 24 24 | 27 27 | 27 27 | 30 30 | 30 30 | 32 32 | 32 32 | 36 36 | 36 36 | 40 40 | 40 40 | 45 45 | 45 45 | 48 48 |
| Note   | millièmes                 | 0     | 0     | 204   | 204   | 386   | 386   | 498   | 498   | 702   | 702   | 884   | 884   | 1088  | 1088  | 1200  |
| écarts | Nom                       |       | J     | J     | t     | t     | s     | s     | J     | J     | t     | t     | J     | J     | s     | s     |
| écarts | Rapport                   | 9:8   | 9:8   | 10:9  | 10:9  | 16:15 | 16:15 | 9:8   | 9:8   | 10:9  | 10:9  | 9:8   | 9:8   | 16:15 | 16:15 |       |
| écarts | millièmes                 | 204   | 204   | 182   | 182   | 112   | 112   | 204   | 204   | 182   | 182   | 204   | 204   | 112   | 112   |       |

| Note  | Nom                              | La  | La  | Si    | Si    | Do   | Do   | Ré  | Ré  | Mi    | Mi    | Fa  | Fa  | Sol  | Sol  | La   |
| ----- | -------------------------------- | --- | --- | ----- | ----- | ---- | ---- | --- | --- | ----- | ----- | --- | --- | ---- | ---- | ---- |
| Note  | Rapport à La                     | 1:1 | 1:1 | 9:8   | 9:8   | 6:5  | 6:5  | 4:3 | 4:3 | 3:2   | 3:2   | 8:5 | 8:5 | 9:5  | 9:5  | 2:1  |
| Note  | Harmonique de la fondamentale Si | 120 | 120 | 135   | 135   | 144  | 144  | 160 | 160 | 180   | 180   | 192 | 192 | 216  | 216  | 240  |
| Note  | millièmes                        | 0   | 0   | 204   | 204   | 316  | 316  | 498 | 498 | 702   | 702   | 814 | 814 | 1018 | 1018 | 1200 |
| écart | Nom                              |     | J   | J     | s     | s    | t    | t   | J   | J     | s     | s   | J   | J    | t    | t    |
| écart | Rapport                          | 9:8 | 9:8 | 16:15 | 16:15 | 10:9 | 10:9 | 9:8 | 9:8 | 16:15 | 16:15 | 9:8 | 9:8 | 10:9 | 10:9 |      |
| écart | millièmes                        | 204 | 204 | 112   | 112   | 182  | 182  | 204 | 204 | 112   | 112   | 204 | 204 | 182  | 182  |      |

## Comparaison avec d'autres gammes diatoniques
Pour obtenir une gamme « intense » de Ptolémée à partir d'une gamme tempérée: abaisser les hauteurs des notes Mi, La et Si de l'accord pythagoricien d'un comma syntonique, 81/80, pour donner une intonation juste.
Intervalles entre les notes (intervalles du loup en gras):
|     | Do   | Ré    | Mi    | Fa    | Sol  | La    | Si    | Do'   | Ré'   | Mi'  | Fa'   | Sol' | La'   | Si'   | Do"   |
| --- | ---- | ----- | ----- | ----- | ---- | ----- | ----- | ----- | ----- | ---- | ----- | ---- | ----- | ----- | ----- |
| Do  | 1    | 9/8   | 5/4   | 4/3   | 3/2  | 5/3   | 15/8  | 2     | 9/4   | 5/2  | 8/3   | 3    | 10/3  | 15/4  | 4     |
| Ré  | 8/9  | 1     | 10/9  | 32/27 | 4/3  | 40/27 | 5/3   | 16/9  | 2     | 20/9 | 64/27 | 8/3  | 80/27 | 30/9  | 32/9  |
| Mi  | 4/5  | 9/10  | 1     | 16/15 | 6/5  | 4/3   | 3/2   | 8/5   | 9/5   | 2    | 32/15 | 12/5 | 8/3   | 3     | 16/5  |
| Fa  | 3/4  | 27/32 | 15/16 | 1     | 9/8  | 5/4   | 45/32 | 3/2   | 27/16 | 15/8 | 2     | 9/4  | 5/2   | 45/16 | 3     |
| Sol | 2/3  | 3/4   | 5/6   | 8/9   | 1    | 10/9  | 5/4   | 4/3   | 3/2   | 5/3  | 16/9  | 2    | 20/9  | 5/2   | 8/3   |
| La  | 3/5  | 27/40 | 3/4   | 4/5   | 9/10 | 1     | 9/8   | 6/5   | 27/20 | 3/2  | 8/5   | 9/5  | 2     | 9/4   | 12/5  |
| Si  | 8/15 | 9/15  | 2/3   | 32/45 | 4/5  | 8/9   | 1     | 16/15 | 6/5   | 4/3  | 64/45 | 8/5  | 16/9  | 2     | 32/15 |
| Do' | 1/2  | 9/16  | 5/8   | 2/3   | 3/4  | 5/6   | 15/16 | 1     | 9/8   | 5/4  | 4/3   | 3/2  | 5/3   | 15/8  | 2     |

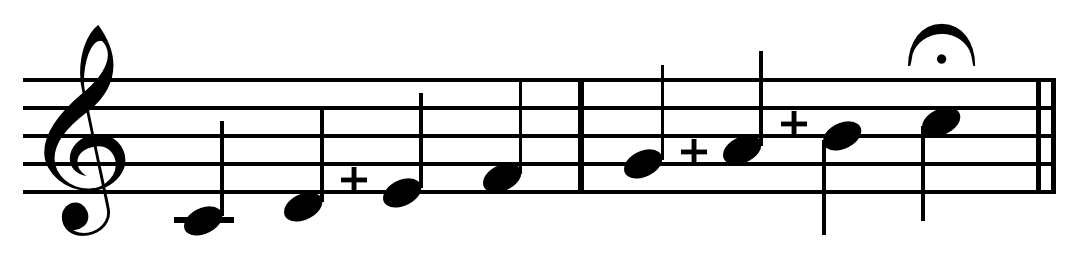
Échelle diatonique de Pythagore sur Do. Notation de Johnston ; + indique le comma syntonique.

Comparativement à l'accord de Pythagore, alors que les deux ne fournissent que des quartes et des quintes parfaites, l'accord ptolémaïque fournit aussi des tierces dites « justes », plus douces et plus faciles à accorder.
Notez que Ré–Fa est une tierce mineure pythagoricienne (32:27), Ré–La est une quinte défectueuse (40:27), Fa–Ré est une sixte majeure pythagoricienne (27:16) et La–Ré est une quarte défectueuse (27:20). Tous ces éléments diffèrent de leurs justes homologues d'un comma syntonique (81:80).
Fa-Si est un triton (plus précisément, la quarte augmentée), ici 45/32.
Cette gamme peut également être considérée comme dérivée de l'accord majeur, et des accords majeurs au-dessus et au-dessous : Fa-La-Do ; Do-Mi-Sol ; Sol-Si-Ré.